# Gelanes stigmaticus
Gelanes stigmaticus är en stekelart som beskrevs av Horstmann 1981. Gelanes stigmaticus ingår i släktet Gelanes och familjen brokparasitsteklar. Inga underarter finns listade i Catalogue of Life.